# 衣角樱蛤
衣角樱蛤（学名：Angulus vestalis），是帘蛤目樱蛤科角樱蛤属的一种。主要分布于中国大陆，常栖息在潮间带至潮下带。